# اندری میروننکو
اندری میروننکو (انگلیسی: Andriy Myronenko؛ زادهٔ ۸ دسامبر ۱۹۹۴) بازیکن بسکتبال اهل اوکراین است.
وی در مسابقات کشوری و بین‌المللی در مجموع برندهٔ ۱ مدال نقره شده‌است.